# Kanton Neufchâtel-sur-Aisne
Kanton Neufchâtel-sur-Aisne (fr. Canton de Neufchâtel-sur-Aisne) byl francouzský kanton v departementu Aisne v regionu Pikardie. Tvořilo ho 28 obcí. Zrušen byl po reformě kantonů 2014.

## Obce kantonu
- Aguilcourt
- Amifontaine
- Berry-au-Bac
- Bertricourt
- Bouffignereux
- Chaudardes
- Concevreux
- Condé-sur-Suippe
- Évergnicourt
- Gernicourt
- Guignicourt
- Guyencourt
- Juvincourt-et-Damary
- Lor
- Maizy
- La Malmaison
- Menneville
- Meurival
- Muscourt
- Neufchâtel-sur-Aisne
- Orainville
- Pignicourt
- Pontavert
- Prouvais
- Proviseux-et-Plesnoy
- Roucy
- Variscourt
- La Ville-aux-Bois-lès-Pontavert